# Na dnu zla
Na dnu zla je epizoda Dilan Doga objavljena u svesci br. 142. u izdanju Veselog četvrtka. Sveska je objavljena 27.12.2018. Koštala je 270 din (2,27 €; 2,65 $). Imala je 94 strane.

## Originalna epizoda
Originalna epizoda pod nazivom In fondo al male objavljena je premijerno u br. 351. regularne edicije Dilana Doga u Italiji u izdanju Bonelija. Izašla 27.11.2015. Epizodu je nacrtao Alesandro Bađi, a scenario napisao Ratiger. Naslovnu stranu nacrtao Anđelo Stano. Koštala je 3,5 €.

## Kratak sadržaj
Fiona Fen je iz malog mesta u Škotskoj pod nazivom Port Frost. Dolazi kod Dilana da ga zamoli da prihvati slučaj nestanka Moli Meklaklan, njene prijateljice koja joj je bila kao sestra. Fiona neuspešno pokušava da seksualno zavede Dilana. On se opire ali ipak prihvata da pođe sa njom u Port Frost. Po dolasku u mesto saznaju da je Moli pronašena mrtva i idu pravo na njenu sahranu. Veći broj prisutnih se ponaša čudno na sahrani. Čudno ponašanje se nastavlja. Izgleda kao da je celo mesto uvrnuto. Dilan upoznaje starog mornara koji ga upozorava da ode iz Port Frosta jer će se uskoro desiti nešto strašno. Dilan odbija da napusti mesto nakon čega mu starac objašnjava da će se uskoro otvoriti prolaz ka zlu koje se nalazi na dnu mora. Prolaz se otvara se vremena na vreme kada se mora potpuno povuče. Tokom noći to se zaista i dešava. Tačno u ponoć more se potpuno povlači i ostavlja otvoren prolaz do dna zla. Dilan i Fiona kreću i na dnu pronalaze simbole nade (pojas za spasavanje potopnulog broda Eternal Hope na kome piše hope (eng. nada)). Dok Fiona veruje da je to znak da nada uvek postoji, Dilan, suprotno tome, veruje da je to znak da je nada u samoj srži zla, te kako zlo uvek pobeđuje.

### Osnovna ideja epizode
Shvatanje simbola nade na dnu zla je ključno za razumevanje ove epizode. Dok Fiona veruje da je dovoljno verovati da bolje sutra postoji, Dilan insistira na tome da bolje sutra može samo da se izgradi. (str. 91)

## Inspiracija filmom i rok muzikom
Epizoda je aluzija na seriju Twin Peaks Dejvida Linča. Pored imena glavnih ženskih likova (Meklaklan, Fiona), od kojih je jedna plava a druga crna (što je omiljen Linčov kontrast), pronalazimo ekvivalente zla, Crne lože (Prolaz divova), kao i agenta Kupera, koji dolazi u gradić da istražuje zločin (Dilan).
Fiona je ljubitelj rok benda Led Zeppelin. Objašnjava Dilanu da je naslaovna strana njihove ploče Houses of the Holy (1973) snimljena upravo u Port Frostu na litici koja se zove Prolaz divova (Giant's Causeway, Severna Irska).

## Prethodna i naredne epizoda
Prethodna epizoda nosila je naziv Suze iz kamena (br. 141), a naredna Kaligrafija bola (br. 143).